# Lijst van voetbalinterlands Amerikaanse Maagdeneilanden - Saint Vincent en de Grenadines
Deze lijst van voetbalinterlands is een overzicht van alle officiële voetbalwedstrijden tussen de nationale teams van de Amerikaanse Maagdeneilanden en Saint Vincent en de Grenadines. De landen speelden tot op heden twee keer tegen elkaar. De eerste ontmoeting was een kwalificatiewedstrijd voor het Wereldkampioenschap voetbal 2002 op 5 maart 2000 in Kingstown. Het laatste duel, de returnwedstrijd in dezelfde kwalificatiereeks, vond plaats in Frederiksted op 19 maart 2000.

## Wedstrijden
| № | Plaats       | Datum         | Competitie           | Wedstrijd                                 | Uitslag |
| - | ------------ | ------------- | -------------------- | ----------------------------------------- | ------- |
| 1 | Kingstown    | 5 maart 2000  | WK 2002 kwalificatie | St. Vincent en de Gren. − Am. Maagdeneil. | 9 − 0   |
| 2 | Frederiksted | 19 maart 2000 | WK 2002 kwalificatie | Am. Maagdeneil. − St. Vincent en de Gren. | 1 − 5   |

## Samenvatting
| Competitie      | Totaal gespeeld | Winst Am. Maagdeneil. | Gelijk | Winst St. Vincent en de Gren. | Doelsaldo Am. Maagdeneil. – St. Vincent en de Gren. |
| --------------- | --------------- | --------------------- | ------ | ----------------------------- | --------------------------------------------------- |
| WK-kwalificatie | 2               | 0                     | 0      | 2                             | 1 − 14                                              |
| Totaal          | 2               | 0                     | 0      | 2                             | 1 − 14                                              |

Wedstrijden bepaald door strafschoppen worden, in lijn met de FIFA, als een gelijkspel gerekend.